# Верхний Шекер
Верхний Шекер — река в республике Кабардино-Балкария. Протекает по территории Лескенского района. Устье реки находится в 20 км по левому берегу реки Шекер. Длина реки составляет 14 км.

## Данные водного реестра
По данным государственного водного реестра России относится к Западно-Каспийскому бассейновому округу, водохозяйственный участок реки — Терек от впадения реки Урух до впадения реки Малка. Речной бассейн реки — Реки бассейна Каспийского моря междуречья Терека и Волги.
Код объекта в государственном водном реестре — 07020000412108200004010.